# Хохряковський цвинтар
Хохряковський цвинтар (рос. Хохряковское кладбище) — некрополь Іжевська, на якому поховані почесні мешканці міста, вчені, діячі мистецтва, військовослужбовці, удостоєні високих звань.

## Опис
Хохряковський цвинтар розташований за 2 км. від міста, недалеко від села Хохряки Зав'яловського району Удмуртії. Носить статус напівзакритого — тут ховають лише ветеранів Другої світової війни, почесних громадян Удмуртії та померлих родичів вже похованих людей. Поховання також здійснюються безпосередньо в існуючі родинні могили, але через 20 років з моменту попереднього поховання. На цвинтарі дозволяється проводити поховання урн з прахом в сімейно-родинні могили і на вільні ділянки.
При вході на цвинтар знаходиться церква в честь св. Василія Великого, архієпископа Кесарії Каппадокійської, витримана у класичному стилі.

## Відомі поховання
- Волков Олександр Олександрович — перший Президент Удмуртської Республіки, доктор економічних наук.
- Драгунов Євген Федорович — радянський конструктор стрілецької спортивної та бойової зброї.
- Ніконов Геннадій Миколайович — радянський конструктор стрілецької зброї, доктор технічних наук.
- Ульяненко Ніна Захарівна — радянська військова льотчиця, в роки Другої світової війни — командир ланки 46-го гвардійського нічного бомбардувального авіаційного полку, гвардії лейтенант. Герой Радянського Союзу (1945).